# Bonate Sotto
Bonate Sotto ist eine italienische Gemeinde (comune) in der Provinz Bergamo in der Region Lombardei mit 6612 Einwohnern (Stand 31. Dezember 2023).

## Geographie
Bonate Sopra liegt etwa 9 km südwestlich der Provinzhauptstadt Bergamo und 40 km nordöstlich der Millionen-Metropole Mailand.
Die Nachbargemeinden sind Bonate Sopra, Chignolo d’Isola, Dalmine, Filago, Madone und Treviolo. 
Nives Meroi, eine der erfolgreichsten Höhenbergsteigerin, die all 14 Achttausender ohne Sauerstoff begangen hat, stammt aus Bonate Sotto. 